# Lada (mitología)

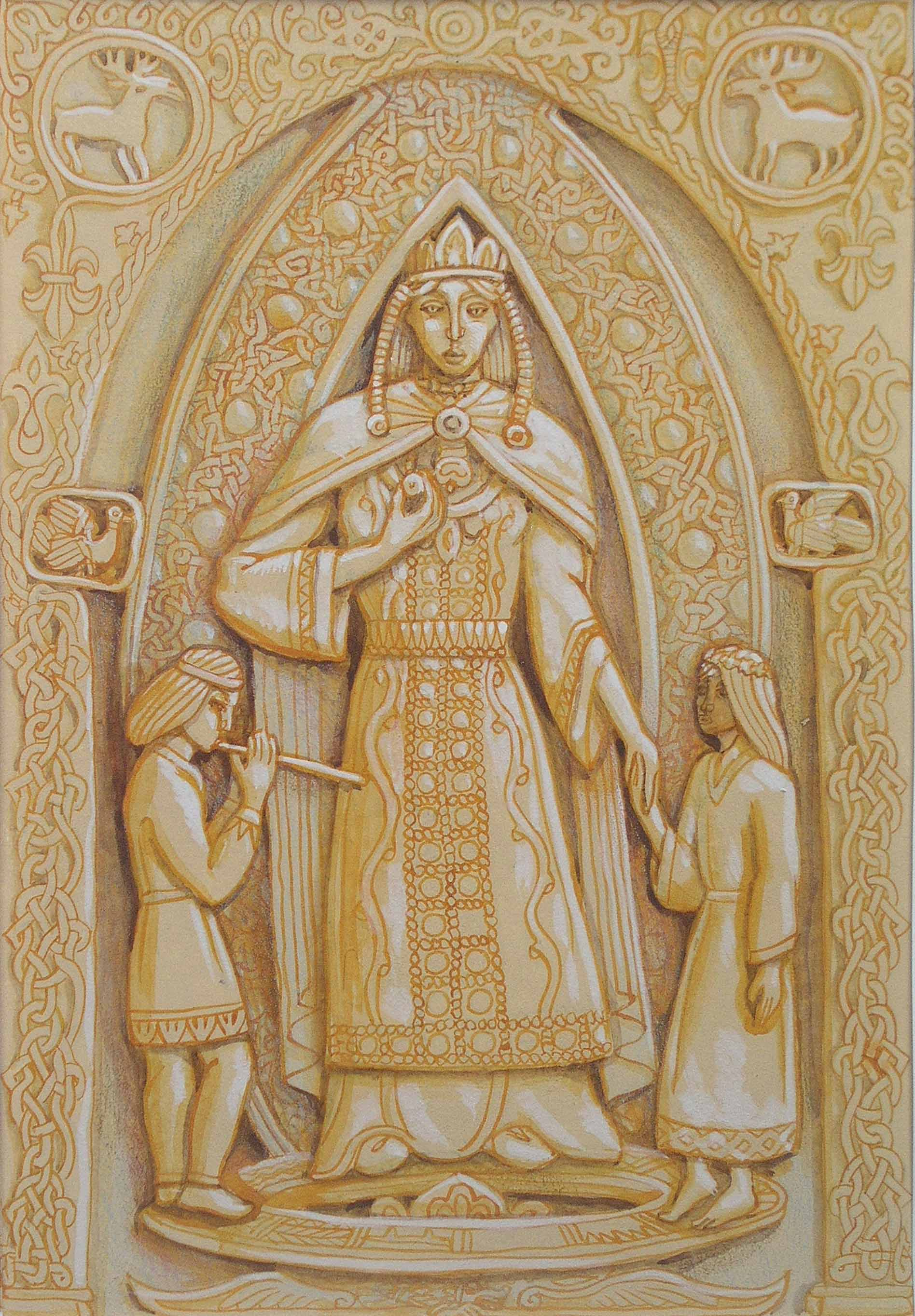
Maximilian Presnyakov: «Lada», 1998.

Lada es una diosa de la mitología báltica y eslava asociada a la belleza y la fertilidad. Su contraparte masculina es conocida como Lado. Lada y Lado son vistos a veces como gemelos divinos, y otras veces como una diosa madre y su hijo. Comúnmente se mencionan juntos en canciones relacionadas con la siembra, la cosecha y las bodas. Lada y Lado forman un aspecto de una deidad múltiple, cuyos otros nombres y aspectos se relacionan con el sol, el agua y las cosechas, respectivamente.
La adoración de Lada y Lado se atestigua en Rusia entre los siglos XV y XVIII durante los ritos de fertilidad primaveral, así como en las prohibiciones de la iglesia polaca sobre los rituales paganos. Algunos estudiosos han sugerido que Lada y Lado no son nombres de deidades, sino simples estribillos encontrados en algunas canciones y prosas poéticas. Sin embargo, una serie de canciones y crónicas históricas prueban que en realidad eran objeto de culto.
Los orígenes de Lada en la mitología son inciertos; puede derivar de otras diosas eslavas o bálticas, o de los griegos Leto o Leda. Los nombres Lada y Lado pueden estar relacionados con la palabra rusa lad, que indica armonía, paz o unión.

## Mitología

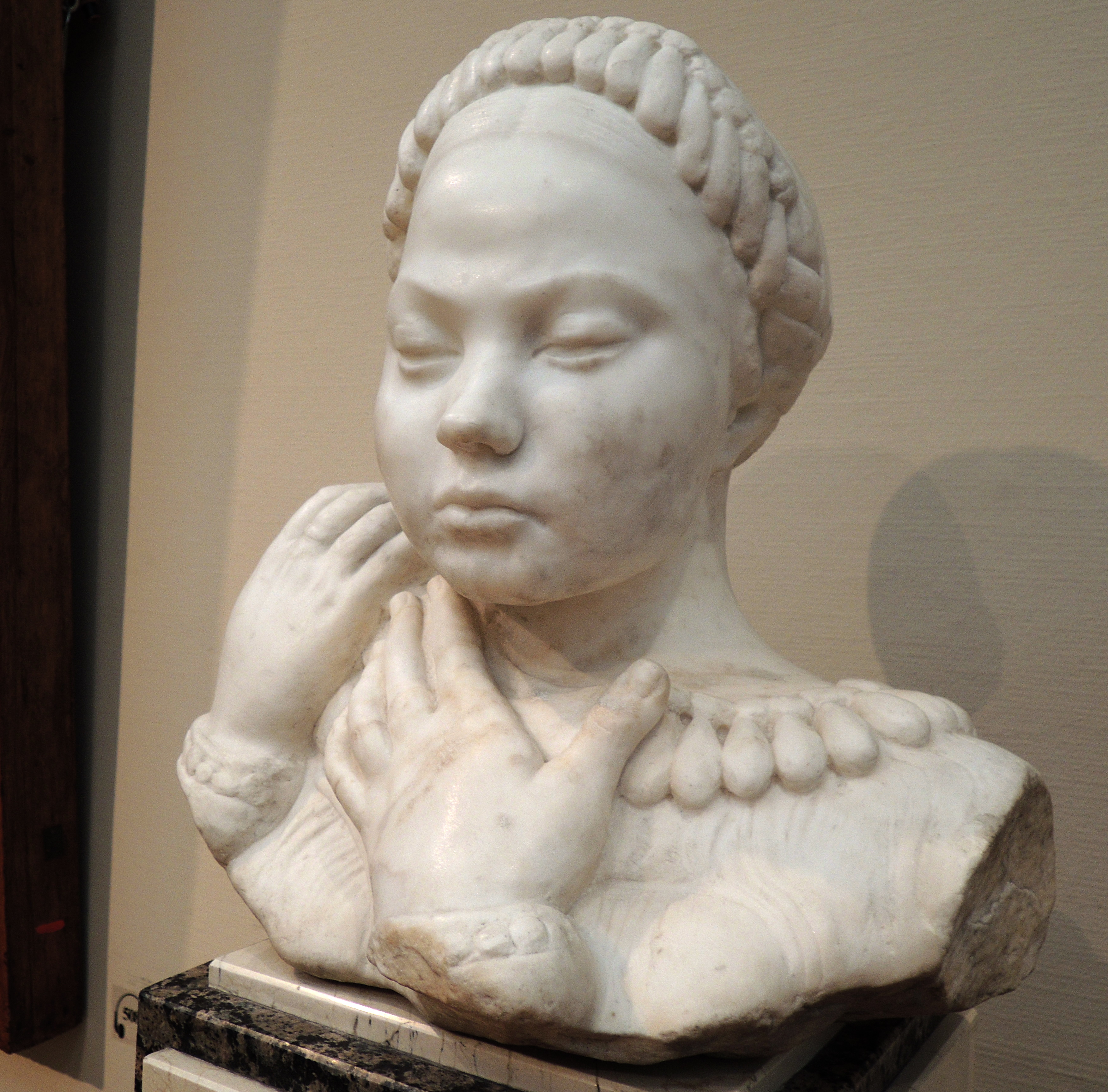
Lada, por Serguéi Koniónkov (1909, galería Tretyakov)

Lada es una diosa de la belleza en la mitología letona, lituana y eslava. Los gemelos divinos Lada y Lado juntos forman el aspecto de una deidad de la fertilidad, similar al representado por el dios griego Dionisio. Otros nombres asociados con esta deidad son Kupalo/Kupala, relacionada con el agua; Kostromo-Kostrobunko/Kostroma, asociada con las cosechas; e Iarilo/Iarila, relacionada con el sol. Cada uno de estos aspectos tiene un componente masculino y otro femenino. Lada y su contraparte masculina Lado son comúnmente referidos en pareja, como en canciones cantadas por grupos de mujeres durante la siembra, la cosecha o las ceremonias de boda.

Según Linda J. Ivanits, autora del libro Russian Folk Belief, Lada se originó en la cultura de caza neolítica, y «sigue siendo especialmente misteriosa» entre las deidades paganas eslavas documentadas. Dependiendo de la fuente, se cree que Lada deriva de una diosa letona, de la fino-eslava Mokoš, o de la Gran Diosa Madre de los letones del norte y de los mordvinos. Otras fuentes la identifican con Loduna, la diosa escandinava del fuego, el hogar y los rebaños.
Un texto del siglo XVII se refiere a Lada como la madre de Lel y Polel, que están vinculados con los gemelos Cástor y Póllux, los hijos de Leda en la mitología griega. Otra conexión con Leda viene a través de la asociación con las deidades gemelas polacas Zizilia y Didilia, quienes también están asociadas con el amor y la fertilidad.
Algunos autores ven al Lado masculino como una deidad del inframundo y del matrimonio. El autor David Leeming afirma que Lada, al igual que Iarilo, es una deidad de vida, muerte y resurrección. Para el siglo XVIII, Lada había asumido aparentemente el papel de diosa madre, con Lado (también llamado Dido o Dida) como su hijo y/o consorte. El arqueólogo soviético Boris Rybakov propuso que Lada y su hija Leila eran las diosas de la primavera, representando versiones eslavas del griego Leto y su hija Artemisa, diosa de la caza.

## Historia

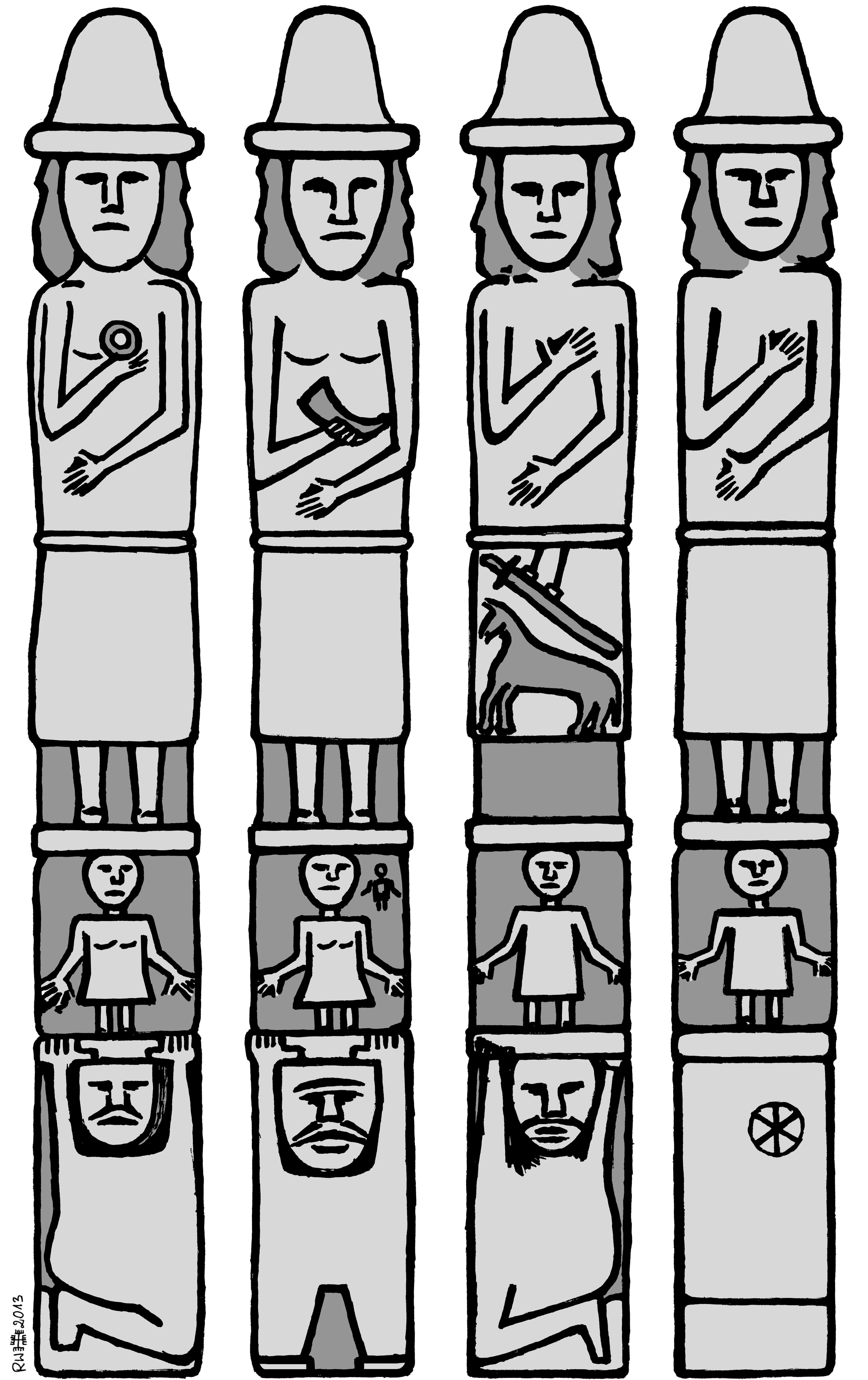
Figuras del siglo IX de Ídolos del Zbruch. El arqueólogo ruso Boris Rybakov propuso que Lada fuera representada como la figura femenina que sostiene un anillo en el extremo superior izquierdo.

Los textos monásticos rusos de los siglos XV al XVIII mencionan a las niñas adorando a una diosa llamada Lada y a un dios fálico llamado Lado. La adoración tenía lugar en primavera, durante el período de bienvenida a los espíritus del agua, en las aldeas y los campos. Lada fue mencionada en una obra histórica llamada Sinopsis de Kiev en 1674 como una diosa de la época de Vladimiro el Grande, pero la primera documentación de un culto de adoración proviene de las prohibiciones de rituales paganos de la iglesia polaca del siglo XV. Una postilla de un rector de la Universidad Jaguelónica alrededor de 1405 dice:

Hoc deberent advertere hodie in choreis vel in aliis spectaculis nefanda loquentes et in cordibus immunda meditantes, clamantes et nominantes idolorum nomina: Lado, Yassa et attendere an possit referro ad Deum Patrem? Certe non venit ad summum bonum nisi quod bonum [...] Non enim salvatur in hoc nomine Lado, Yassa, Quia, Nia [...] que suntnomina alias ydolorum in Polonia hic cultorum, ut quedam cronice testantur ipsorum Polonorum.

[Traducción] Hasta el día de hoy cantan y bailan a sus dioses: Lado, Yassa y otros [...] seguramente no hay referencias al Santo Padre, así que, ¿puede salir algo bueno de esto? Ciertamente no [...] Uno no recibe la salvación a través de los nombres de Lada, Yassa, Quia o Nia [...] que por cierto son los nombres de los dioses adorados aquí en Polonia, como atestiguarán las crónicas de los polacos.

Algunos eruditos han sugerido que el término de Lada era simplemente un estribillo en las canciones populares eslavas o en la poesía, y que ninguna deidad con ese nombre llegó a ser adorada. Sin embargo, existen estribillos musicales similares en todo el folclore eslavo y báltico, junto con frases vernáculas como laduvaty (en la región de Volinia, significa celebrar una boda) que aluden a la presencia de un culto a Lada. Las canciones lituanas se refieren a Lada como una «Gran Diosa» y como la «Madre Lada». El erudito y traductor William Ralston Shedden-Ralston afirma al respecto: 

Cierto escritor ha llegado a afirmar que Lado y Lada son sólo dos de los estribillos sin sentido que aparecen en las canciones rusas. Pero la idea generalmente aceptada es que Lado era el nombre del dios sol, que respondía a Frey, y que Lada era la contraparte eslava de Freyja, la diosa de la primavera y del amor. En las canciones lituanas, hay letras que se refieren a Lada como «Lada, Lada, dido musu deve» («Lada, Lada, nuestra gran diosa»). Y el epíteto dido (grande) puede explicar la forma Did-Lado, que aparece con frecuencia en las canciones rusas [....] En las canciones del pueblo ruso las palabras Lado y Lada se utilizan constantemente como equivalentes, en un caso para amante, novio o marido, y en el otro para novia o esposa.

Después de la cristianización de los eslavos, la veneración de Lada fue transferida a la Virgen María, según Ralston:

Por eso es que los servianos [serbios] la llaman «María Ardiente», y hablan de ella en sus canciones como la hermana de Elías el Dueño del Trueno, es decir, [el dios del trueno eslavo] Perún.

## Nombre
Los nombres Lada y Lado pueden estar relacionados con la palabra rusa lad, que significa armonía. Joanna Hubbs sugiere que este fue el papel que desempeñaron las mujeres jóvenes que dieron la bienvenida a los rusalki en primavera para invocar la fertilidad de la naturaleza. Según Ralston, «Lad significa paz, unión, armonía, como en el proverbio, cuando un marido y una mujer tienen un hijo, no necesitan un klad (un tesoro)».

## Lectura complementaria
- Haase, Felix (1939). Volksglaube und Brauchtum der Ostslaven (en alemán). Breslau: Märtin. OCLC 238796104.
- Leeming, David (2003). From Olympus to Camelot: The World of European Mythology. Editorial de la Universidad de Óxford. p. 130. ISBN 978-0-19-514361-4.
- Strmiska, Michael (2005). Modern Paganism in World Cultures: Comparative Perspectives. Santa Bárbara, California: ABC-CLIO. p. 228. ISBN 978-1-85-109608-4.
- Znayenko, Myroslava T. (1980). The Gods of the Ancient Slavs: Tatishchev and the Beginnings of Slavic Mythology. Columbus, Ohio: Slavica. ISBN 978-0-89-357074-3.